# 官地
官地（英語：Crown land）亦可稱公地或政府土地是指屬於官方的土地，主要用於英聯邦王國及其他普通法司法管轄區。
現今在加拿大及澳洲，「官地」的涵義基本上等同於公共土地，而非君主的私有產業。

## 香港
在香港，官地是對政府土地的稱呼。

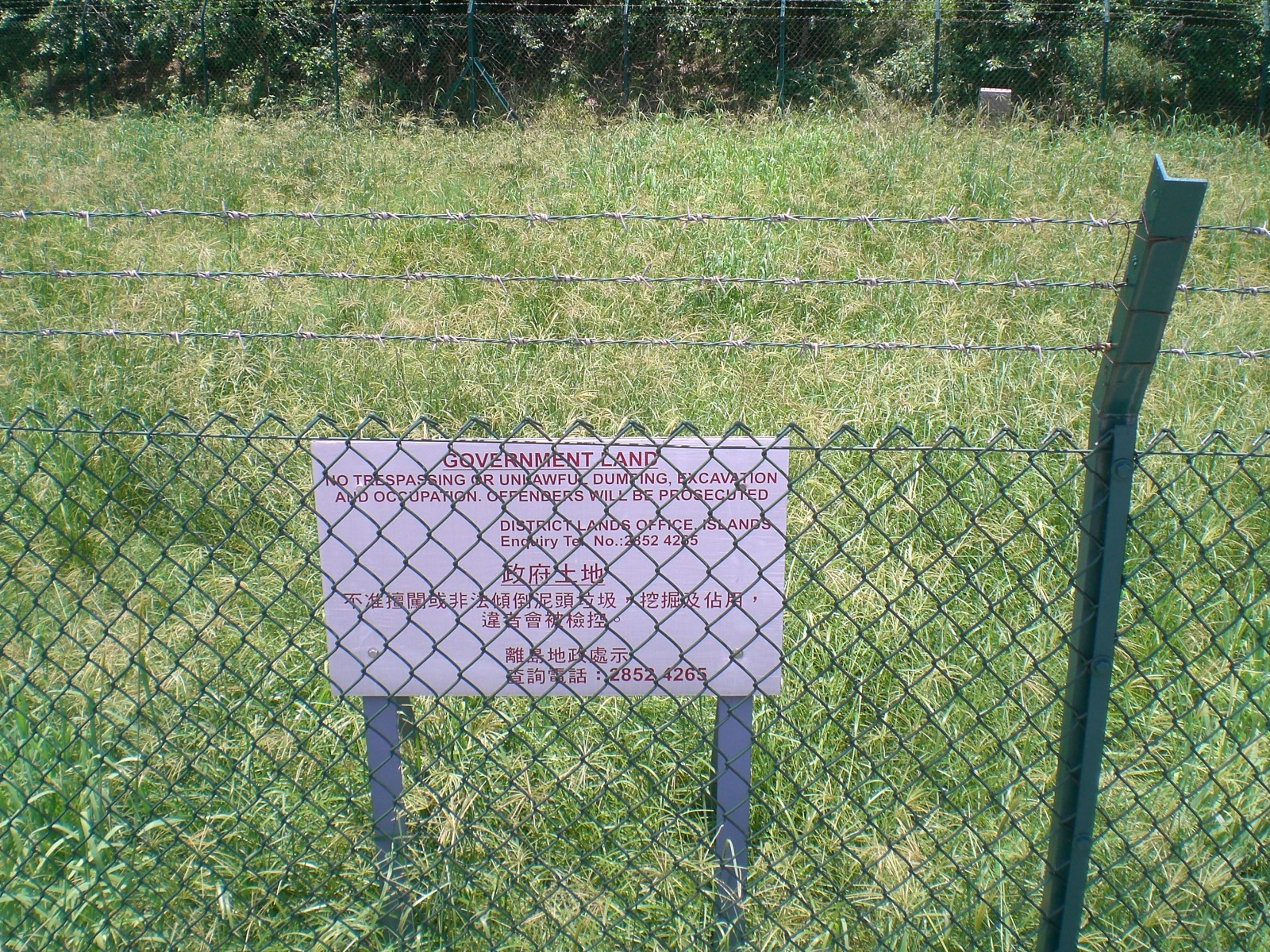
香港空置土地，標示「政府土地」

香港英治時期，根據《英皇制誥》，香港所有土地皆屬英國皇室所有，稱為「官地」（crown land，直譯為「皇室土地」）；只有極少數例外，其中之一就是中環聖約翰座堂，屬「永久業權」（freehold），為英皇送贈予坎特伯雷大主教（即聖公會）。香港賣地並不是真的將土地永久出售，而只是出售使用權，而且有期限，稱為「批地」（leasehold）。早期批地年期甚長，為999年，例子有太古城及香港會所大廈所在地；後來縮短至99年或以下；新界（界限街以北及其他島嶼）土地則至1997年6月27日；由於新界的租借期限為6月30日，相傳餘下三天是為了辦理轉換手續；現時批地年期則大多為50年，到期前六年一般按《政府租契續期條例》自動續期50年，特殊用地/情況除外。此種「批地」做法亦為改革開放後中國大陸倣效，以避免牴觸「土地國有」原則。
亦由於這個原因，直至現在香港幾乎所有土地法理上皆為政府所有，隨時可以公眾利益為由引用《收回土地條例》（香港法例第124章）收回，拒絕遷出者可被控「佔用官地」；此亦是導致市區重建局及其前身土地發展公司徵收土地時常與居民衝突的原因。

## 另見
- 官方 (法人)
- 香港土地利用
- 香港地租
- 地政總署
- 土地批租
- 華基工業中心被香港政府引用《鐵路條例》強行收回
- 美國駐香港及澳門總領事館被傳媒揭發於1999年以4,400萬港元購得所在土地永久業權[9]